# Osthushenrich-Stiftung
Die Osthushenrich-Stiftung ist eine selbständige Stiftung des privaten Rechts im Sinne von Abschnitt 1 des Stiftungsgesetzes für das Land Nordrhein-Westfalen mit Sitz in Gütersloh. Sie wurde 2006 nach dem Tod der Stifterin Margot Gehring als Familie-Osthushenrich-Stiftung gegründet und nahm 2008 ihre Arbeit auf. Ihr Ehemann Werner Gehring übernahm nach ihrem Tod bis zu seinem Tod im Jahr 2020 den Vorstandsvorsitz der Stiftung. 2017 wurde sie in Osthushenrich-Stiftung umbenannt.

## Stiftungszweck
Die Stiftung fördert die Bildung und Erziehung von Kindern und Jugendlichen in Ostwestfalen-Lippe.
Der Zweck wird beispielsweise verwirklicht durch
- Förderung von Kindern und Jugendlichen, insbesondere hochbegabten, durch spezielle Bildungs- und Erziehungsangebote, auch bereits im Kindergarten,
- Durchführung oder Unterstützung von Bildungs-, Qualifizierungs- und Erziehungsmaßnahmen, insbesondere für Hauptschüler und Hauptschulabgänger einschließlich Unterstützung deren Eingliederung in das Berufsleben,
- Informations- und Bildungsangebote für Eltern zur Verbesserung der beruflichen und gesellschaftlichen Integration deren Kinder,
- Förderung der Vermittlung und Verbesserung von Kenntnissen in der deutschen Sprache für deutsche und ausländische Kinder und Jugendliche.[1]

2018 wurde das »Osthushenrich-Zentrum für Hochbegabungsforschung« gegründet. Es ist an der Fakultät für Biologie an der Uni Bielefeld angesiedelt. Seit 2024 fördert die Stiftung an der Universität Bielefeld die Stiftungsprofessur "Biologiedidaktik – Begabungsforschung".

## Fördergrundsätze
Die Stiftung ist fördernd tätig und unterstützt nur Institutionen und Einrichtungen, die ihren Sitz in Ostwestfalen-Lippe haben. Sie arbeitet langfristig mit Projekten zusammen, die in den Kerntätigkeitsfeldern der Stiftung aktiv sind. Darüber hinaus bietet sie weiteren Projekten die Möglichkeit, Fördersummen bis 5.000 Euro unkompliziert zu beantragen. 
Jedes Jahr werden etwa ca. 700.000 Euro für die Stiftungszwecke ausgegeben. Von 2008 bis 2018 hat die Stiftung rund 1200 Projekte mit insgesamt 8 Millionen Euro  gefördert.